# Intel 8231
Az Intel 8231 egy 1979-ben megjelent aritmetikai segédprocesszor volt, amely az Intel és egyéb processzorok matematikai képességeit volt hivatott feljavítani. Az Intel ezt a processzort az AMD-től vásárolt licenc alapján gyártotta, ez tehát nem más, mint az AMD Am9511 koprocesszor Intel-gyártmányú változata. Az Intel-terminológia szerinti elnevezése arithmetic processing unit, „aritmetikai feldolgozóegység” volt (szemben a 8232-vel, amely Floating Point Processor, „lebegőpontos processzor” meghatározást kapott).
Ez az egység képes volt a számtani műveletek és transzcendentális függvények eredményének hardveresen megvalósított kiszámítására, sokkal gyorsabban, mint amire a korabeli 8 bites processzorok képesek voltak szoftveres megvalósítású matematikai könyvtárak használatával. Az eszköz 16 és 32 bites egészértékű, fixpontos és lebegőpontos számábrázolást használ – a 16 bites számok egyszeres pontosságú, a 32 bitesek duplapontos számokat reprezentálnak (a 32 bites lebegőpontos ábrázolás csak egyszeres pontosságú). Az egység belső regiszterei egy 16 bájt méretű vermet alkotnak, amely nyolc 16 bites regiszterként, vagy négy 32 bites regiszterként használható; a regiszterek a műveletek és függvények operandusait tárolják, és az elvégzett műveletek eredménye is ezekbe kerül. A feldolgozóegységnek nincsenek betöltő és tároló utasításai, az adatok, parancsok és az állapotinformáció mozgatása az egység és a vezérlő processzor között egy kétirányú adatsínen történhet, a sín vezérlésével.
A koprocesszort HMOS, majd CMOS technológiával gyártották, 24 lábú DIP vagy CERDIP tokozásba került, órajele 2 MHz vagy 4 MHz volt, modelltől függően. Az egységet több 8 bites processzor is képes volt vezérelni, pl. az Intel 8080 vagy a MOS 6502 is.